# Bandera de Esplugas de Llobregat
La bandera de Esplugas de Llobregat (Barcelona) tiene la siguiente descripción:
Bandera apaisada, de proporciones dos de alto por tres de largo, azul, con una mano diestra palmada blanca, de altura 5/7 de la bandera y anchura 1/4 de la misma bandera, en el centro.

## Historia
Fue aprobada el 14 de noviembre de 2005 y publicada en el DOGC el 30 de noviembre del mismo año con el número 4521.